# Wave Rock

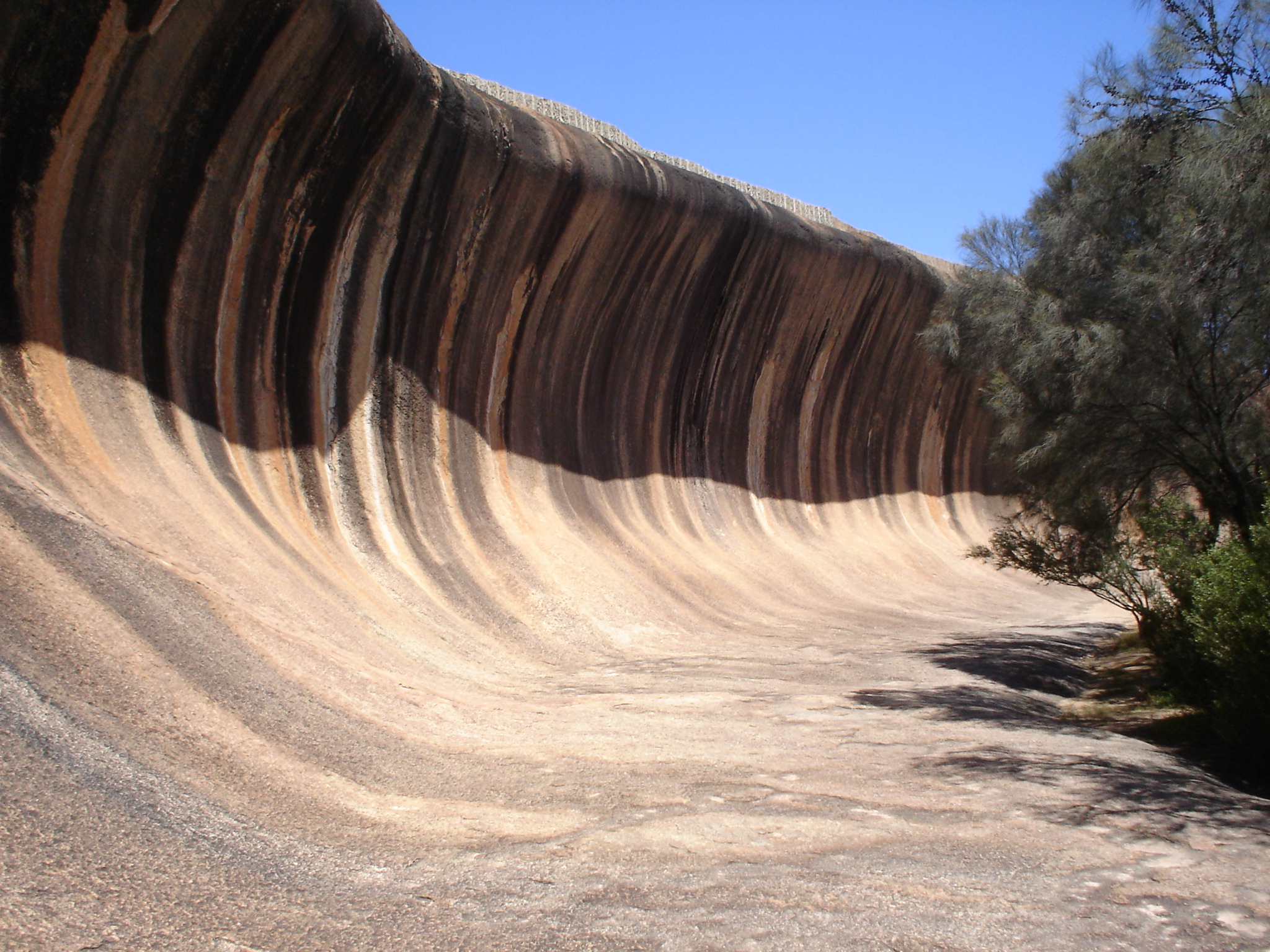
Vista de Wave Rock.

Wave Rock es una formación rocosa natural situada al este de la pequeña ciudad de Hyden, en Australia Occidental. Deriva su nombre del hecho de que su forma asemeja la forma de una ola del océano a punto de romper.
Wave Rock tiene un significado cultural para los aborígenes. Más de 140.000 turistas visitan cada año Wave Rock.
Un aspecto de Wave Rock es que rara vez se muestra en las fotografías. 

## Geología
Wave Rock es una formación inselberg de granito. El afloramiento total cubre varias hectáreas y forma parte del remanente de erosión. La "ola" de la roca es de unos 15 metros de altura y alrededor de 110 m de largo. Cabe señalar que la formación de la "ola" se formó hace 60 millones de años y la forma de la roca no se debe a un fenómeno de erosión marino, más bien su forma redondeada en forma de ondas se formó por la erosión química del subsuelo seguido de la eliminación del granito suave degradado por la erosión fluvial, por lo que el desgaste producido por debajo del nivel del suelo antes de ser expuestos. El resultado final es una base de inferiores, dejando un voladizo de todo el año.